# 角刈り

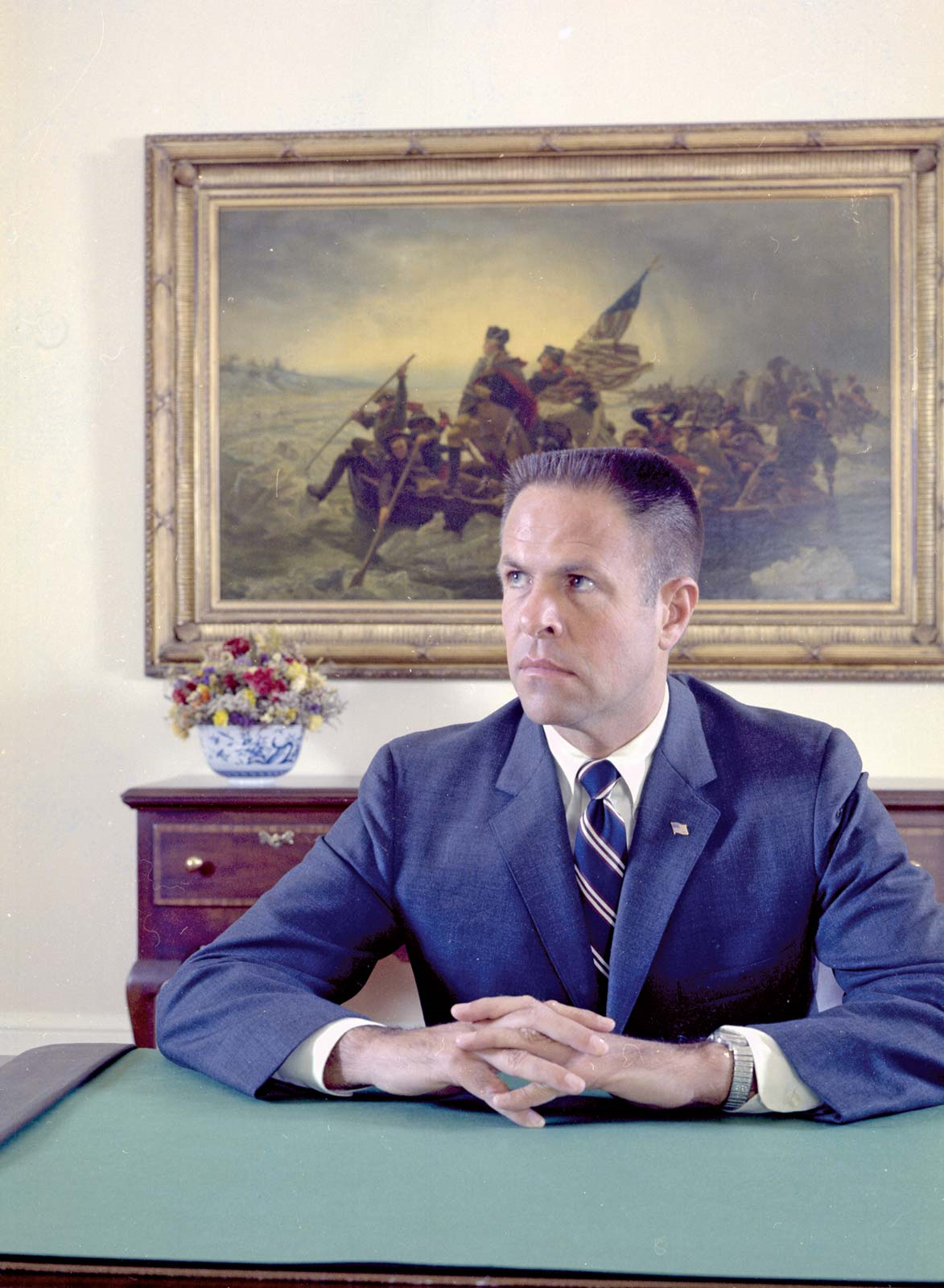
角刈り（ハリー・ロビンズ・ハルデマン）

角刈り（かくがり）
1. 稲刈りでのコーナー刈りのこと[1]。
2. 髪型のひとつ。本項。

角刈り（かくがり、英: Flattop、中: 平頭）とは、周囲を短く、上部を平らに刈り、全体を角ばった感じにする髪型である。
長さは2分から5分刈りとされる

## 角刈りの例
- 渡哲也 - 俳優
- 菅原文太 - 俳優
- 高倉健 - 俳優
- 魯迅 - 中国の作家[3]
- 両津勘吉 - キャラクター
- アタック西本 - お笑い芸人
- 西川晃啓 - お笑い芸人